# Нагарагол (національний парк)
Національний парк Наґарахоле — національний парк, розташований у штаті Карнатака, Індія. 
У 1999 році парк був оголошений 37-м тигровим заповідником Індії. Це частина біосферного заповідника Нілгірі. Субкластер Західні Гати Нілгірі з 6 000 квадратних кілометрів, включно з усім національним парком Нагархоул, розглядається Комітетом всесвітньої спадщини ЮНЕСКО для обрання об’єктом всесвітньої спадщини.
Парк має багатий лісовий покрив, невеликі струмки, пагорби, долини та водоспади, а також  багатий своєю фауною, зокрема популяціямибенгальського тигра, гаура, індійського слона, індійського леопарда, читала та самбарського оленя. 

## Географія
Парк охоплює передгір’я Західних Гат у штаті Карнатака. Розташований на північний захід від національного парку Бандіпур . Водосховище Кабіні розділяє два парки. Це 50 кілометрів від великого міста Майсур  і 220 км зі столиці штату Карнатака Бенгалуру.
Разом із прилеглими заповідниками і національними парками Бандіпур і Мудумалай, це найбільша охоронна територія в Південній Індії, із загальною площею 2 183 км2 (843 миля2)

### Клімат і екологія
У парку щорічно випадає 1 440 мм опадів. Найбільші водні артерії — річки Лакшмантіртха, Сараті Хоул, Нагар Хоул, Балле Халла, Кабіні, чотири багаторічні потоки, 47 сезонних струмків, чотири невеликі багаторічні озера, 41 штучний резервуар, кілька боліт, дамба Тарака та водосховище Кабіні.

## Історія
Свою назву парк отримав від слова naga, що означає змія та нора, - це відсилка до численних струмків, що течуть парком. Спочатку парк Нагархоле був ексклюзивним мисливським заповідником королів династії Водеяр, колишніх правителів королівства Майсур. Як природоохоронна територія він був створений у 1955 році як заповідник дикої природи, а пізніше його площу було збільшено до 643.4 км2. У 1988 році він отримав статус національного парку. У 1999 році парк був оголошений тигровим заповідником.

## Флора

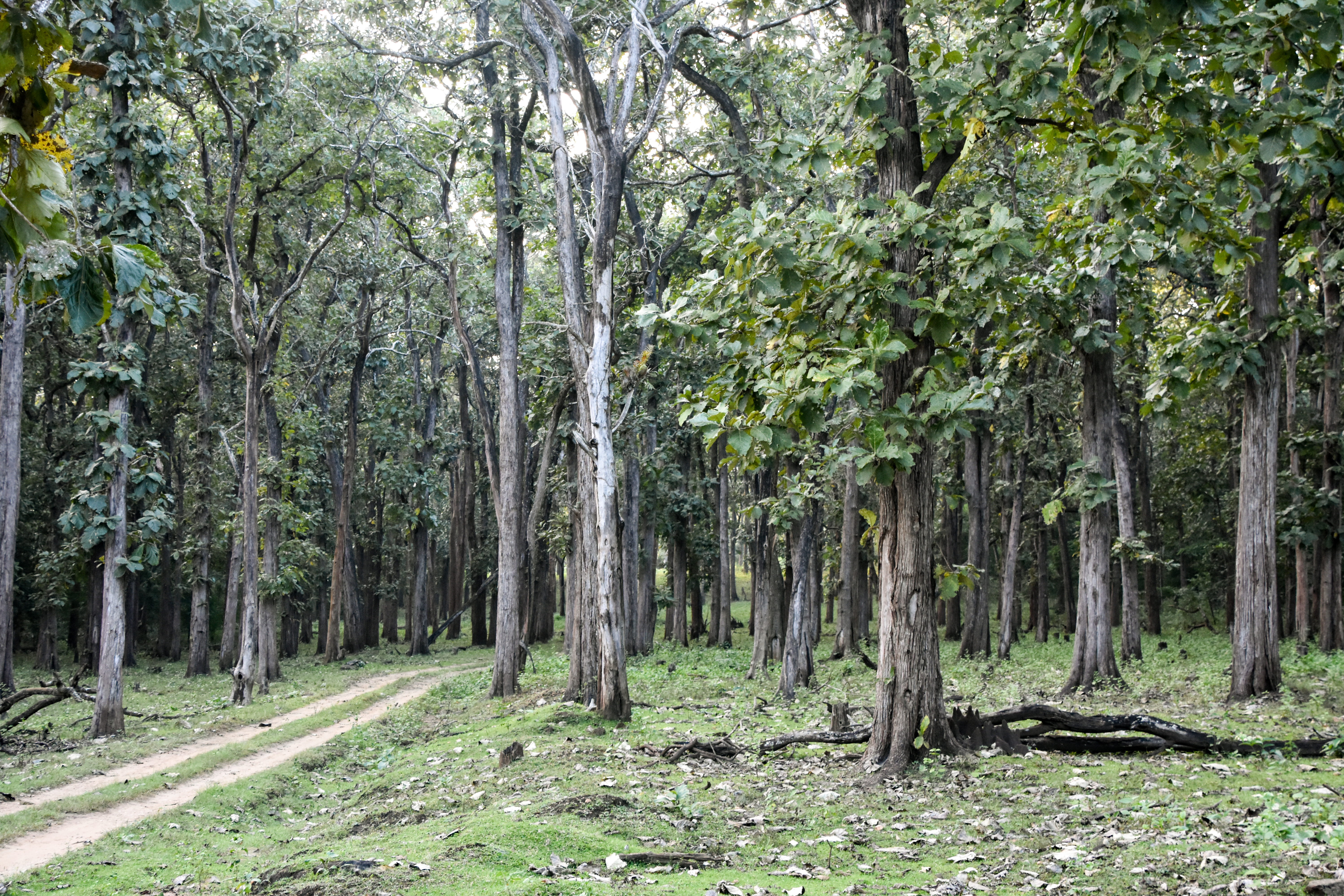
Тиковий ліс у тигровому заповіднику Нагархол

Рослинність тут складається в основному з вологих листяних лісів північно-західних Гат з домінуванням таких дерев, як тик (Tectona grandis ) і рожеве дерево (Dalbergia latifolia), які домінують у південних частинах. На сході розташовані сухі листяні ліси плато Центрального Декану з індиго та акації. Поширені також комерційно важливі палісандр, сандал, тик і сріблястий дуб.

## Тваринний світ

### Ссавці

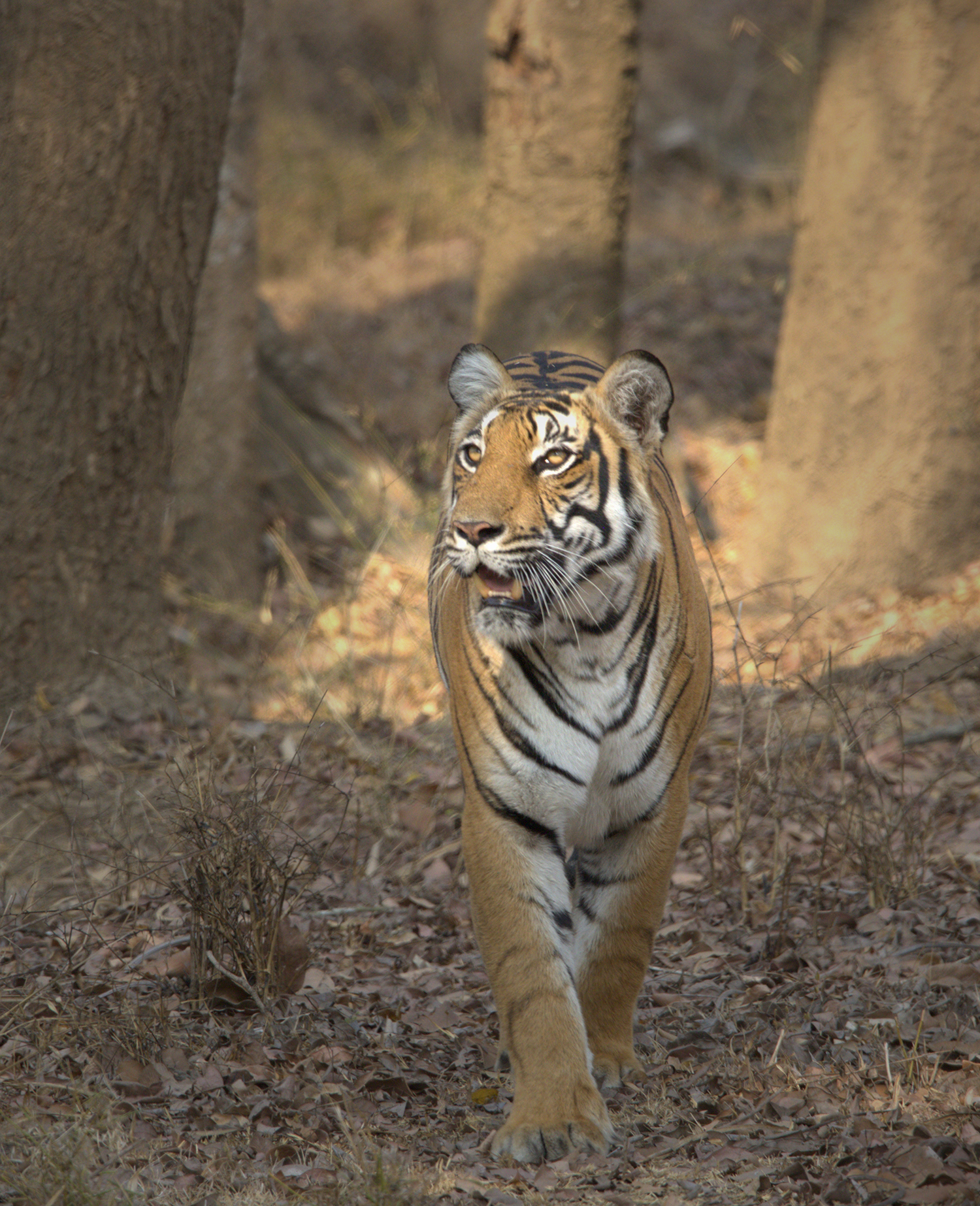
Домінантна тигриця тигрового заповідника Нагархол.

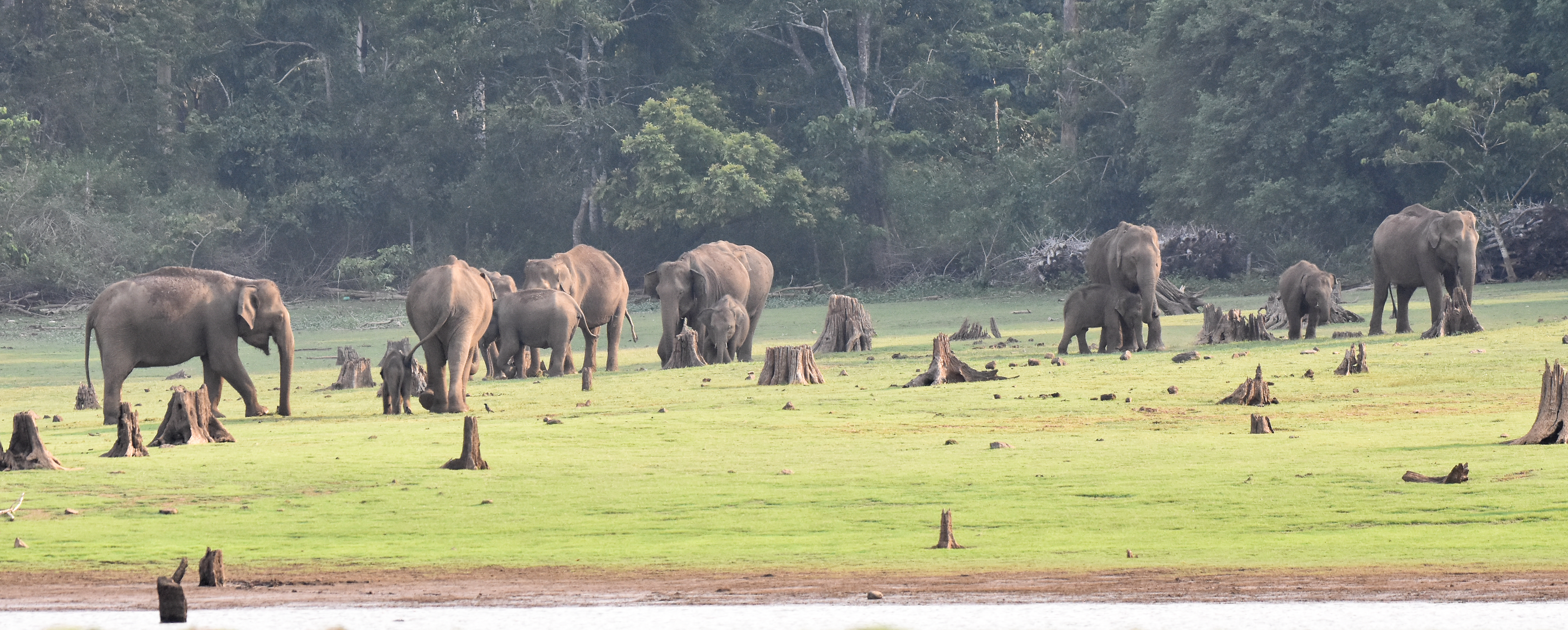
Стадо слонів на березі Кабінського водосховища

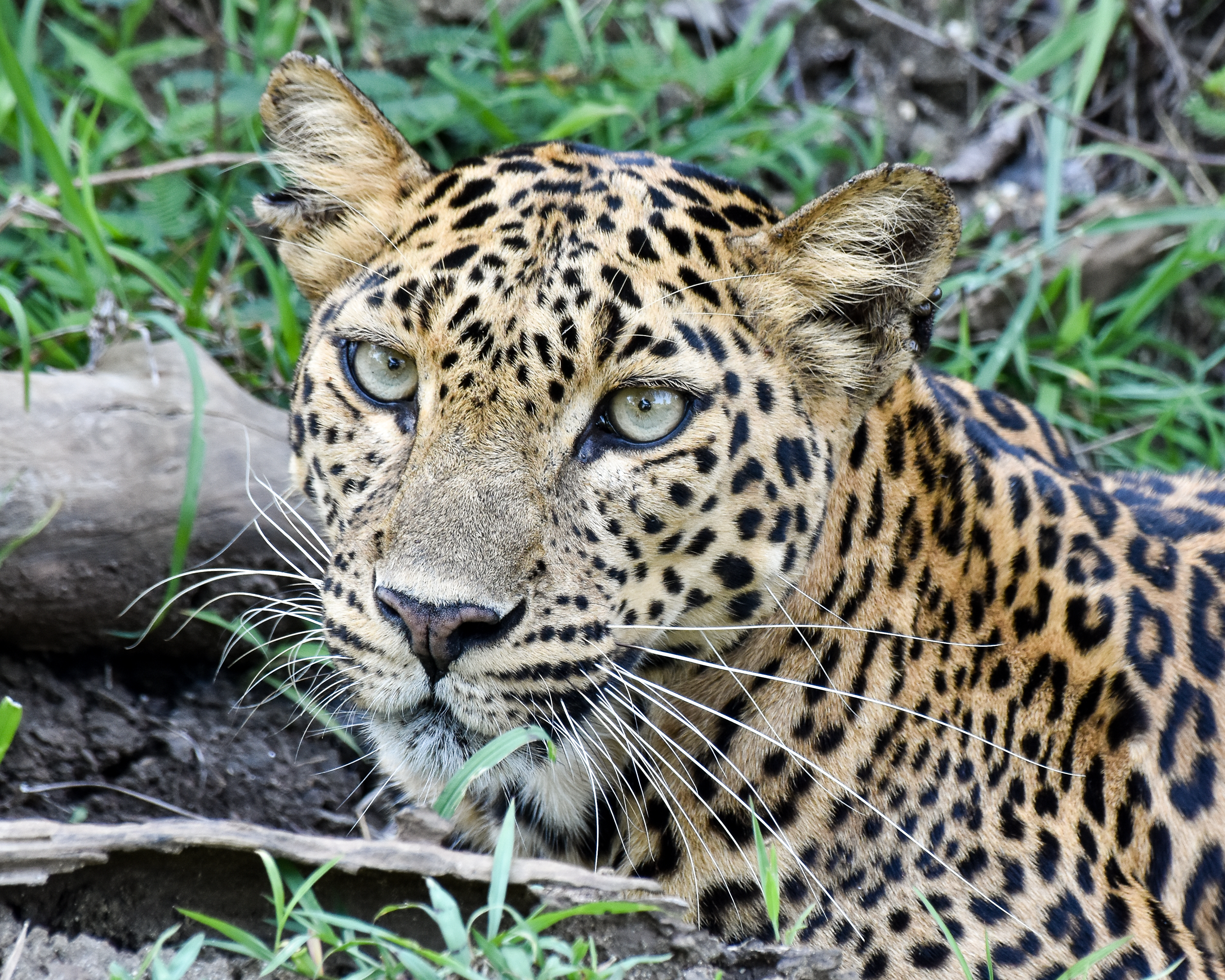
Молода самка індійського леопарда

Великими хижаками в парку є бенгальський тигр ( Panthera tigris tigris ), індійський леопард ( Panthera pardus fusca ), вогняний вовк ( Cuon alpinus ), індійський шакал ( Canis aureus indicus ) і ведмідь-губач ( Melursus ursinus ). Також зустрічається очеретяний кіт.
До великих травоїдних тварин парку Нагархоле належать такі ссавці: індійський слон ( Elephas maximus indicus ), гаур ( Bos gaurus ), самбар ( Cervus unicolor ), олень читал ( Axis axis ), гавкаючий олень ( Muntiacus muntjak ), чотирирога антилопа ( Tetracercus quadricornis ) і дикий кабан ( Sus scrofa ).
До деревних ссавців, що зустрічаються у парку  належать сірий лангур ( Presbytes entellus ), капелюшковий макак ( Macaca radiata ), червоний тонкий лорі ( Loris tadigradus ), червона гігантська білка-летяга ( Petaurista),
petaurista ), індійська гігантська білка-летяга ( Petaurista philippensis ) а також широко розповсюджена індійська гігантська білка ( Ratufa indica ).
Дрібні хижаки: джунглевий кіт, леопардовий кіт, мала індійська ціветта, азіатська пальмова ціветта , індійський сірий мангуст, індійський бурий мангуст, смугастий мангуст і видра річкова.
Інші ссавці Нагархоле включають індійського плямистого шевротана ( Moschiola indica ), індійського зайця ( Lepus nigricollis ), індійського панголіна ( Manis crassicaudata ) та індійського чубатого дикобраза ( Hystrix indica ), тонкий лорі, очеретяний кіт та інші.  

### Птахи

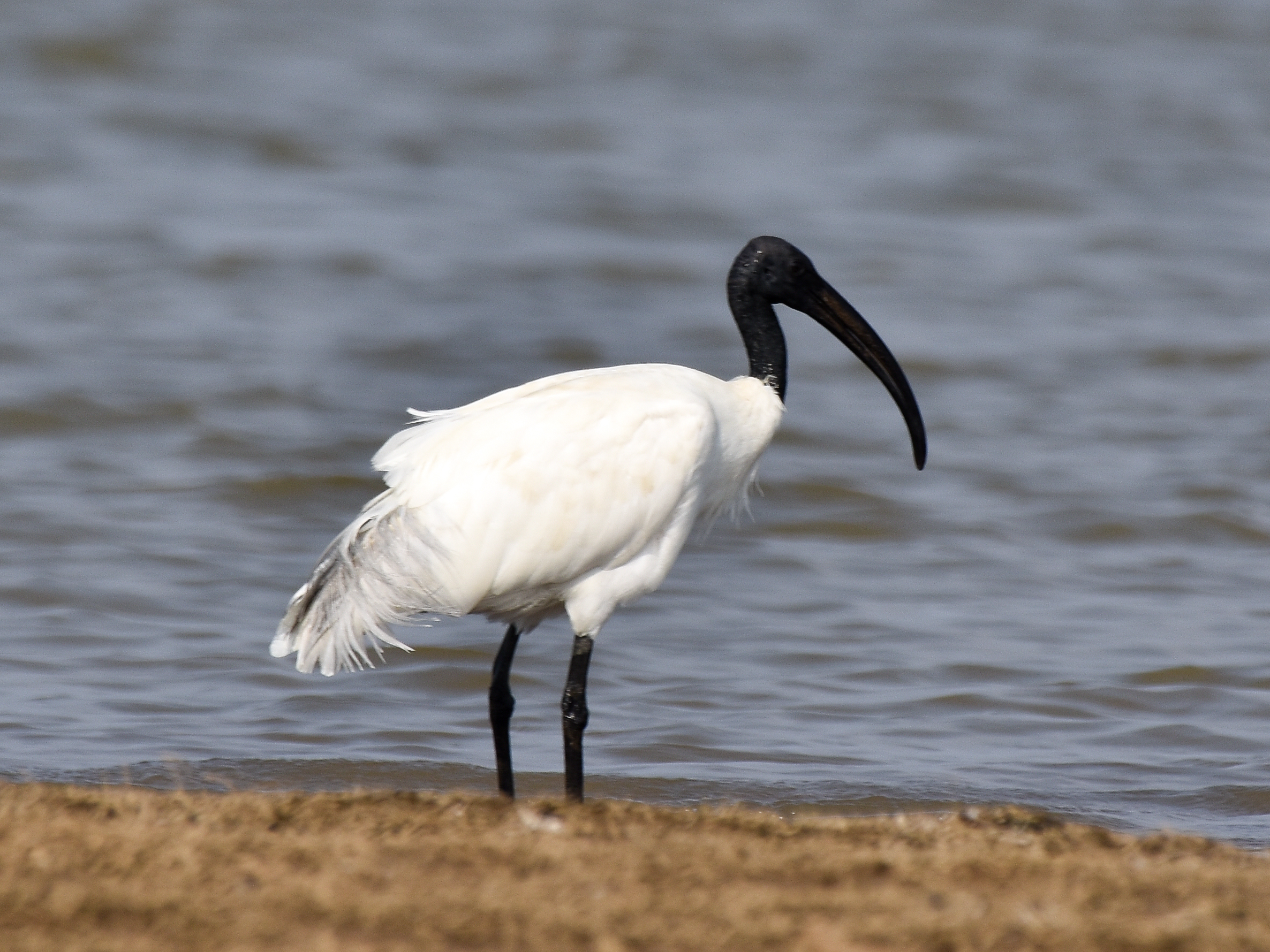
Ібіс чорноголовий (Threskiornis melanocephalus)

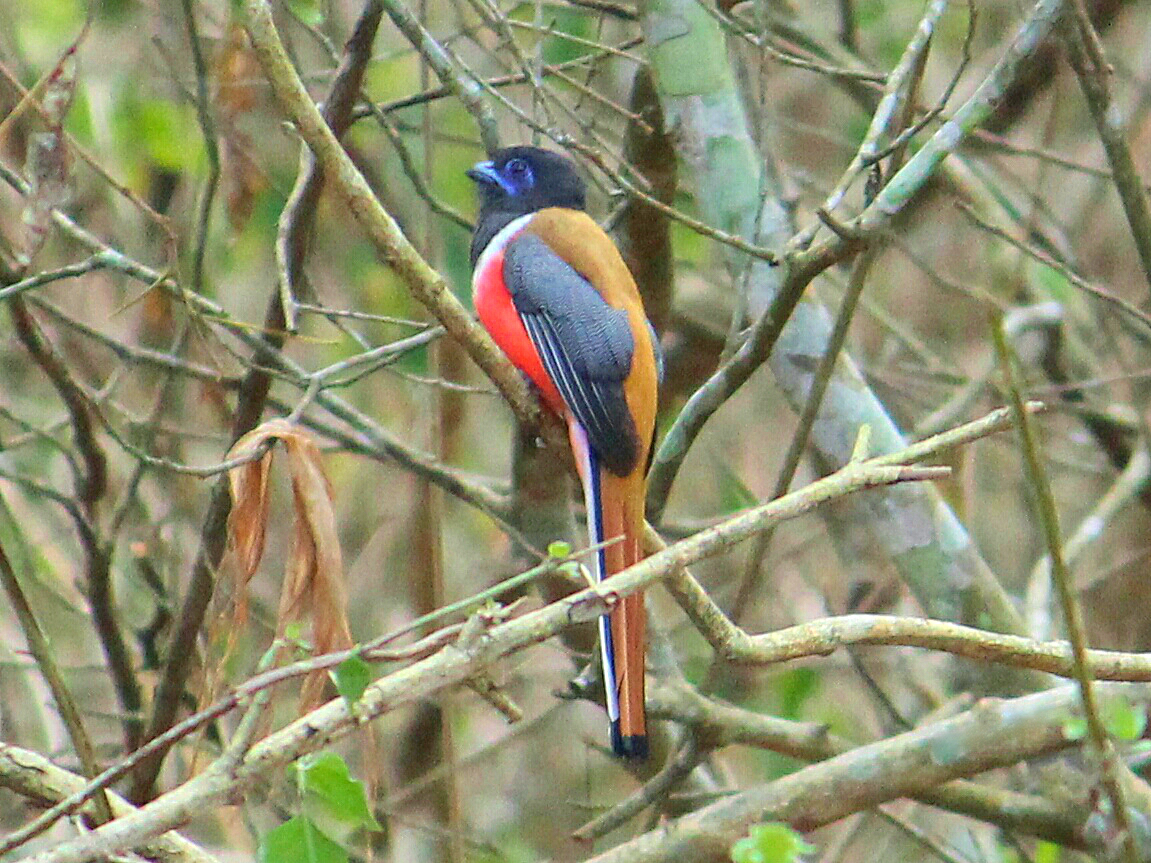
Малабарський трогон у Нагарахоле

Нагархол є домівкою для більш як 270 видів птахів. Окрім величезного розмаїття лісових птахів, у річці Кабіні зустрічаються великі скупчення водоплавних птахів. Птахи варіюються від синьобородої бджолоїдки до більш звичайних скоп, чапель і качок. У парку Нагархол, також можна помітити білого грифа ( Gyps bengalensis ), яванського марабу ( Leptopilos javanicus ), великого підорлика ( Clanga clanga ) і лісового голуба Нілгірі ( Columba elphinstonii ).
Зустрічаються також птахи, що перебувають під загрозою зникнення, такі як змієшийка червоночеревна ( Anhniga melanogaster ), чорноголовий ібіс ( Threskiornis melanocephalus ), сіроголовий орел ( Haliaeetus ichthyaetus ) та інші.
До ендемічних видів , що зустрічаються у Національному парку Нагархоле відносяться, такі рідкісні тварини як синьокрила папуга ( Psittacula columboides ), малабарський сірий носорог ( Ocyceros griseus ), білочеревий деревонос ( Dendrocitta leucogastra ), білощокий барбет ( Psilopogon viridis ), індійський ятаган ( Pomatorhinus horsfieldii ), малабарський трогон ( Harpactes fasciatus ) і малабарський свистун ( Myophonus horsfieldii ).
Серед птахів, яких найчастіше спостерігають у посушливіших регіонах парку, — розфарбований кущовий перепел ( Perdicula erythrorhyncha ), сіркеєр малого ( Taccocua leschenaultii ), попеляста принія ( Prinia socialis ), індійська малинівка ( Copsychus fulicatus ), індійський павич ( Pavo cristatus ) і жовтоногий зелений голуб ( Treron phonyceptaurus ).  Останній доречі широко розповсюджений у штаті Карнатака.

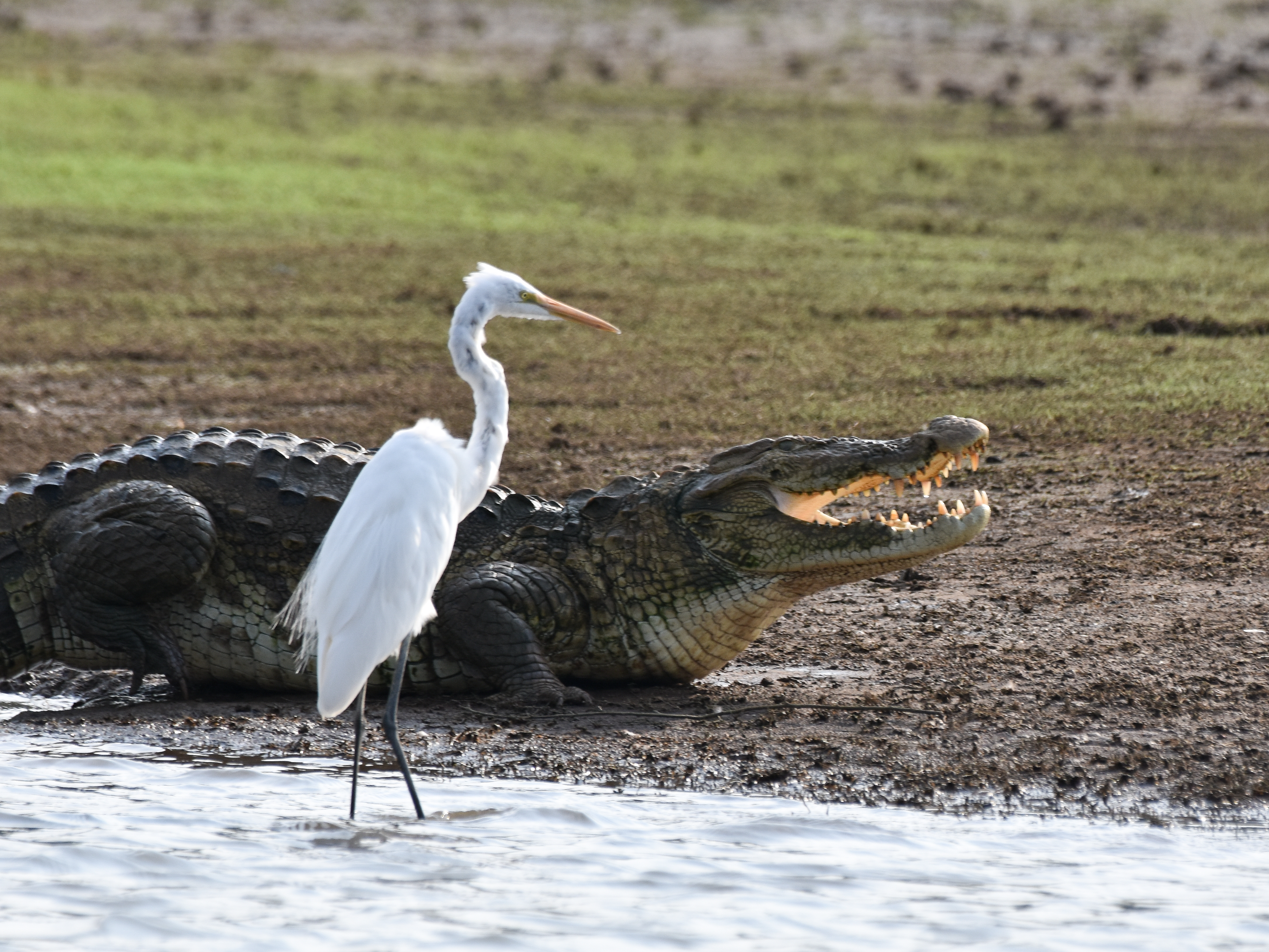
Велика чапля (Ardea alba) і крокодил-грабіжник у водосховищі Кабіні

Плазуни включають крокодила болотяного, азіатську виноградну змію ( рід Ahaetulla ), індійську вовкозубу змію, східну пацюкову змію, бамбукову гадюку, гадюку Рассела, звичайного крайта, пітона індійський, варана бенгальський.  

### Комахи
Дослідження біорізноманіття популяції комах були проведені дослідниками з Ashoka Trust for Research in Ecology and Environment, Бангалор. Воно виявило понад 96 видів жуків гнойовиків і 60 видів мурах, у тому числі мурах-стрибунів, таких як Harpegnathos saltator, які, як відомо, стрибають у висоту до метра.
Місцевий вид мурашок Tetraponera rufonigra може бути корисним як маркер здоров’я лісу, оскільки ці мурахи харчуються термітами і їх багато в цих місцях, що у свою чергу пов'язано з великою кількістю мертвої деревини.

## Племінні та корінні жителі
Основні мешканці цієї лісової зони, є плем'я Jenu Kurubas, що мешкає у штаті Карнатака. Сьогодні їхні традиційні практики та ритуали повільно зникають.
Міністерство внутрішніх справ уряду Індії визначило Джену Куруба та плем'я Корага, як племінні групи в Карнатаці. Джену Куруба є традиційними збирачами їжі та меду. Термін «джену» означає «мед», а термін «куруба» зазвичай означає «пастух». Воно походить від слова «курі», що означає «вівця». Згідно з переписом 1981 року, населення громади Джену Куруба становить 34 747 осіб. 

## Загрози та заходи щодо збереження
Загроза для національного парку походить від масштабної вирубки сандалового та тикового дерев. Контрабанда деревини, особливо сандалового дерева, тут досить поширена.
Дослідження, проведене між 1996 і 1997 роками, показало, що полювання є найбільшою загрозою для дикої природи в національному парку Нагархоле. Опитування, проведене серед 49 активних мисливців та 19 мисливців-пенсіонерів, показало, що на 26 видів диких тварин полювали в середньому по 216 мисливських днів на рік у кожному місцевому селі. 48% мисливців повідомили, що полювали заради «гострих відчуттів».
Ще однією серйозною проблемою є  знищення слонів. Повідомлялося про велику кількість вбитих слонів у цьому парку, причому майже 100 слонів загинули між 1991–92 та 2004–05 роками в лісовому відділі Кодагу та Хунсур. Слонів вбивають через слонову кістку. Дослідження, проведене Wildlife First! встановили, що з 1 січня 2000 року по 31 жовтня 2002 року загинули майже 77 слонів. 
У 2002 повідомлялося про нерегулярні виплати працівникам лісового господарства в національних парках Бандіпур і Нагархоле, а також були повідомлення про нецільове використання проектних коштів. 
У січні 2012 року сталася катастрофічна лісова пожежа, яка знищила понад 2 400 гектарів незайманого лісу. Величезні дерева були перетворені на згарище. Спалені останки змій, варанів, гігантських малабарських білок лежали розкидані на обвуглених залишках того, що колись було зеленою ділянкою вологого листяного лісу.  Лісові пожежі   в поєднанні з нестачею води, через посуху, спричинили міграцію диких тварин з парку до інших більш зелених просторів. 
Конфлікти між людьми та дикою природою через набіги диких тварин і слонів на прилеглі села разом із наступною помстою з боку селян є ще однією важливою загрозою для дикої природи мысцевих парків. У 2001 році уряд штату Карнатака створення траншей, від слонів, і встановити сонячну огорожу навколо парку, щоб запобігти слонам, які унадилися на поля фермерыв. 
У 1997 році групи племінних активістів виграли судовий процес у Верховному суді штату Карнатака щодо припинення створення курорту під назвою Gateway Tusker Lodge, який планувалося створити компанією Taj Group of Hotels.  На території парку розташовано майже 125 сіл. У 2000 році було розпочато першу спробу переселення 50 племінних жителів, ініційовану проектом екорозвитку, що фінансується Світовим банком. Переселені сім’ї отримали сертифікати на володіння землею на п’ять акрів та будинки у Віранахосаллі, поблизу Хунсура. Уряд штату та союзу планував переселити 1550 племінних сімей.